# Баумен (Південна Кароліна)
Баумен (англ. Bowman) — місто (англ. town) в США, в окрузі Оранджберг штату Південна Кароліна. Населення — 788 осіб (2020).

## Географія
Баумен розташований за координатами 33°20′54″ пн. ш. 80°41′4″ зх. д. / 33.34833° пн. ш. 80.68444° зх. д. (33.348223, -80.684408).  За даними Бюро перепису населення США в 2010 році місто мало площу 3,10 км², уся площа — суходіл.

## Демографія
Згідно з переписом 2010 року, у місті мешкало 968 осіб у 400 домогосподарствах у складі 252 родин. Густота населення становила 312 осіб/км².  Було 505 помешкань (163/км²).
Расовий склад населення:
| - 69,7 % — чорних або афроамериканців - 28,8 % — білих - 0,1 % — азіатів - 1,0 % — осіб інших рас |

До двох чи більше рас належало 0,3 %. Частка іспаномовних становила 1,8 % від усіх жителів.
За віковим діапазоном населення розподілялося таким чином: 24,0 % — особи молодші 18 років, 58,6 % — особи у віці 18—64 років, 17,4 % — особи у віці 65 років та старші. Медіана віку мешканця становила 41,3 року. На 100 осіб жіночої статі у місті припадало 89,4 чоловіків;  на 100 жінок у віці від 18 років та старших — 88,7 чоловіків також старших 18 років.
Середній дохід на одне домашнє господарство  становив 41 466 доларів США (медіана — 29 844), а середній дохід на одну сім'ю — 51 553 долари (медіана — 33 750). Медіана доходів становила 45 278 доларів для чоловіків та 30 938 доларів для жінок. За межею бідності перебувало 16,9 % осіб, у тому числі 20,0 % дітей у віці до 18 років та 15,4 % осіб у віці 65 років та старших.
Цивільне працевлаштоване населення становило 274 особи. Основні галузі зайнятості: виробництво — 23,0 %, освіта, охорона здоров'я та соціальна допомога — 21,2 %, роздрібна торгівля — 19,3 %.